# 薛侯 (春秋)
薛侯（?—?），是春秋时代薛国国君，任姓，伯爵，名字、生卒年及在位时段不详。
薛侯在《春秋经·隐公十一年》记载，前712年春，滕侯、薛侯到鲁国朝觐，两人争执行礼的先后。薛侯说：“我先受封。”滕侯说：“我是周朝的卜正官，薛国是外姓（任姓），我不能比他落后。”鲁隐公派羽父与薛侯商量：“承蒙薛君和滕侯问候寡君，周朝俗谚：‘山上有树木，工匠就加以测量；宾客有礼貌，主人就加以选择。’周朝宗盟，异姓在后面。寡人如果到薛国朝见，也不敢和任姓诸国并列，如果薛君加惠于我国，希望薛君同意滕侯之请。”薛侯同意，让滕侯先行朝礼。